# Entree Magazine
Entree Magazine is een Nederlands vakblad en nieuwswebsite voor de horecasector. Het ontstond in 2014 na een fusie van de voormalige bladen Horeca Entree, Proost en Venuez. Het wordt uitgegeven door ManagementMedia. Naast het magazine en de website, omvat Entree ook sociale media, whitepapers en live-evenementen zoals de Entree Awards.

## Geschiedenis
De totstandkoming van Entree Magazine begon in 2013 toen ManagementMedia de vakbladen Horeca Entree en Proost! overnam van RAI Langfords. De overname van Venuez volgde later dat jaar, waarmee de basis werd gelegd voor de fusie tot Entree Magazine in 2014. De eerste editie van Entree Magazine werd gelanceerd op 10 maart 2014, tijdens de uitreiking van de Hospitality & Style Awards.

## Entree Awards
De Entree Awards is een jaarlijks horeca-evenement georganiseerd door Entree Magazine. Een vakjury beoordeelt de deelnemers in dertien categorieën. Restaurants, hotels, bars en andere horecabedrijven die in het afgelopen jaar zijn geopend of gerestyled kunnen meedingen naar een prijs.